# Scuffiare
Per scuffiare si intende il capovolgimento dell'imbarcazione a vela, che perde l'assetto e si ribalta in acqua. Il regolamento di regata sancisce che una barca è considerata scuffiata quando ha la testa d'albero in acqua.
È un problema che interessa soprattutto le imbarcazioni di piccola e media lunghezza o, più in generale, quelle con deriva mobile. La scuffia è possibile in tutte le andature, apparentemente più facile nell'andatura di bolina, dove, a causa dell'azione del vento, la barca è soggetta ad una forte spinta laterale che determina un'accentuata inclinazione dell'imbarcazione, ma più frequente e repentina è la scuffia nelle andature portanti, a causa dell'instabilità generata dalla forte spinta posteriore delle vele che unitamente all'effetto dell'onda (posteriore) ed all'assenza dell'effetto stabilizzante della "deriva" può provocare una sorta di sgambetto.
Per evitare di scuffiare nelle andature bolina o di traverso uno o più membri dell'equipaggio devono sporgersi fuori della barca, a "sopravvento" utilizzando il trapezio e le "cinghie punta piedi" , che permettono di equilibrare il peso della barca stessa sporgendosi ben oltre il bordo sopravvento. Generalmente il trapezio è utilizzato dal prodiere, mentre il timoniere utilizza delle apposite cinghie puntapiedi, benché sulle derive e catamarani delle ultime generazioni anche il timoniere utilizzi il trapezio.
Il trapezio è costituito da due cavi di acciaio fissati superiormente ai due lati dell'albero, inferiormente termina con un paranchetto ed un anello a cui il prodiere si aggancia tramite una apposita imbracatura (pagliaccetto); quando la barca sotto l'azione del vento sbanda (si inclina lateralmente), il prodiere agganciato al trapezio e con i piedi sul bordo della barca (falchetta) si pone parallelo al ponte, completamente all'esterno della barca. Le cinghie puntapiedi sono invece disposte sul fondo del pozzetto e permettono di infilarci sotto i piedi in modo che i membri dell'equipaggio possano spostare il loro baricentro oltre il bordo della barca, senza il rischio di cadere in acqua.
Le imbarcazioni più grandi, quelle a deriva fissa, possiedono una zavorra sotto la chiglia che fa sì che risulti praticamente impossibile scuffiare. Ne è un esempio il bulbo che si osserva sugli IACC di America's Cup.